# 多可比
多可比（韓語：도깨비）是一款正在开发中的以收集生物为主题的开放世界冒险游戏，游戏开发商为珍艾碧丝。游戏主要围绕寻找Dokkaebi角色展开，Dokkaebi可以从人们的梦想中获得力量，可以同玩家一起冒险。

## 历史
2019年11月7日，多可比的开发首次曝光。
2019年11月14日，官方公告预告片在韓國國際遊戲展示會2019上首次公开。2019年12月5日，公开预告片原声带ROCKSTAR，以及歌词视频和新截图。
2021年8月25日，多可比首个游戏预告片德国科隆Gamescom游戏展公开。

## 原声带
预告片原创K-pop歌曲由ITZY的代表作《DALLA DALLA》的作曲家GALACTIKA创作。